# Gastronomía del Yemen

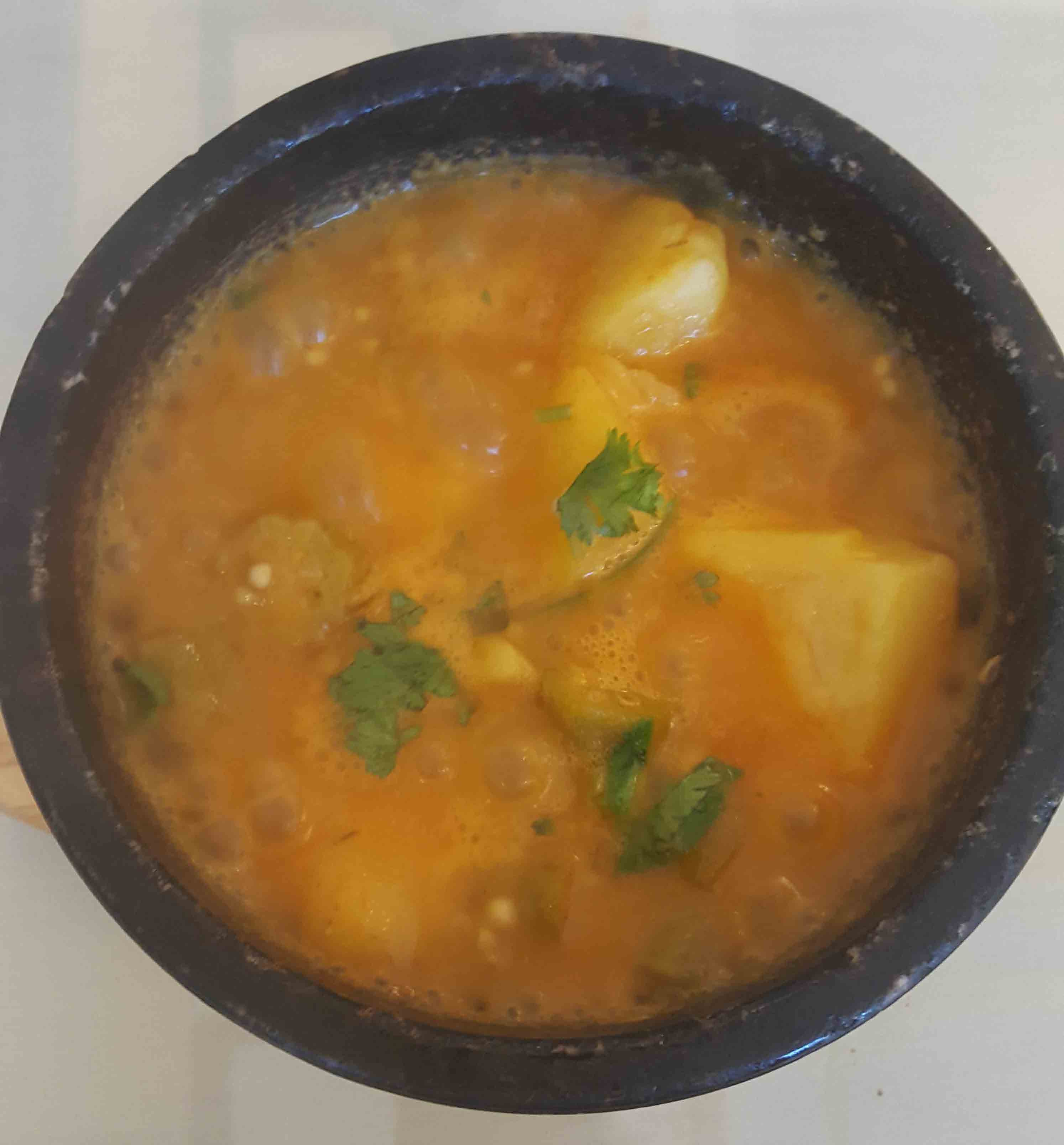
El Saltah es considerado el plato nacional de Yemen

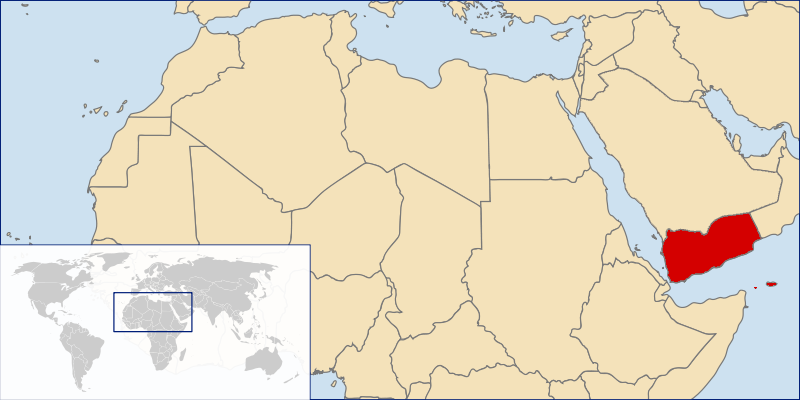
Ubicación de Yemen

La gastronomía de Yemen es distinta de las más amplias de Oriente Medio, pero con un grado de variación regional. Algunas influencias extranjeras son evidentes en algunas regiones del país (con influencias otomanas en el norte, mientras que la influencia india Mughlai es evidente en las áreas del sur alrededor de Adén), la cocina yemení tiene bases similares en todo el país. 

## Costumbres
La generosa oferta de comida a los huéspedes es una de las costumbres de la cultura yemení, y que un invitado no acepté se considera un insulto. Las comidas generalmente se consumen sentándose en el piso o suelo. A diferencia de la tradición en la mayoría de los países árabes, el almuerzo es la comida principal del día en Yemen, en lugar de la cena.

## Preparación
En Yemen, muchas cocinas tienen un tandoor (también llamado tannur), que es un horno de barro redondo en donde se preparan los alimentos.

## Frutas y vegetales
Los tomates, cebollas y papas son algunas de las frutas y verduras básicas en Yemen.

## Carne y lácteos

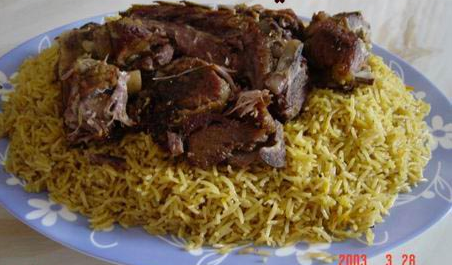
Mandi casero de Hadhramaut, Yemen

El pollo, cabra y cordero son las carnes básicas en Yemen. Se comen con más frecuencia que la carne de res. El pescado también se consume, especialmente en las zonas costeras. El queso, mantequilla y otros productos lácteos son menos comunes en la dieta yemení. Sin embargo, el suero de leche se disfruta casi a diario en algunos pueblos donde está más disponible. Las grasas más utilizadas son el aceite vegetal y el ghee utilizados en platos salados, mientras que la mantequilla clarificada, conocida como semn (سمن), es la elección de grasa utilizada en los pasteles. 

## Legumbres
Las habas se usan en platos yemeníes, como la ensalada de frijoles. Las lentejas también se usan en platos, como guisos.

## Platos yemeníes

### Desayunos
Los yemeníes prefieren tomar platos calientes por la mañana. Por lo general, la comida a menudo consistiría en diferentes tipos de pasteles con una taza de café o té yemení. Una comida más abundante a menudo incluiría legumbres, huevos o incluso carne asada o kebab, que generalmente se sirve con un tipo de pan aparte o como sándwich. Los yemeníes también preparan un plato de desayuno hecho con hígado de cordero o res, que se considera un manjar extraño para los extranjeros. 

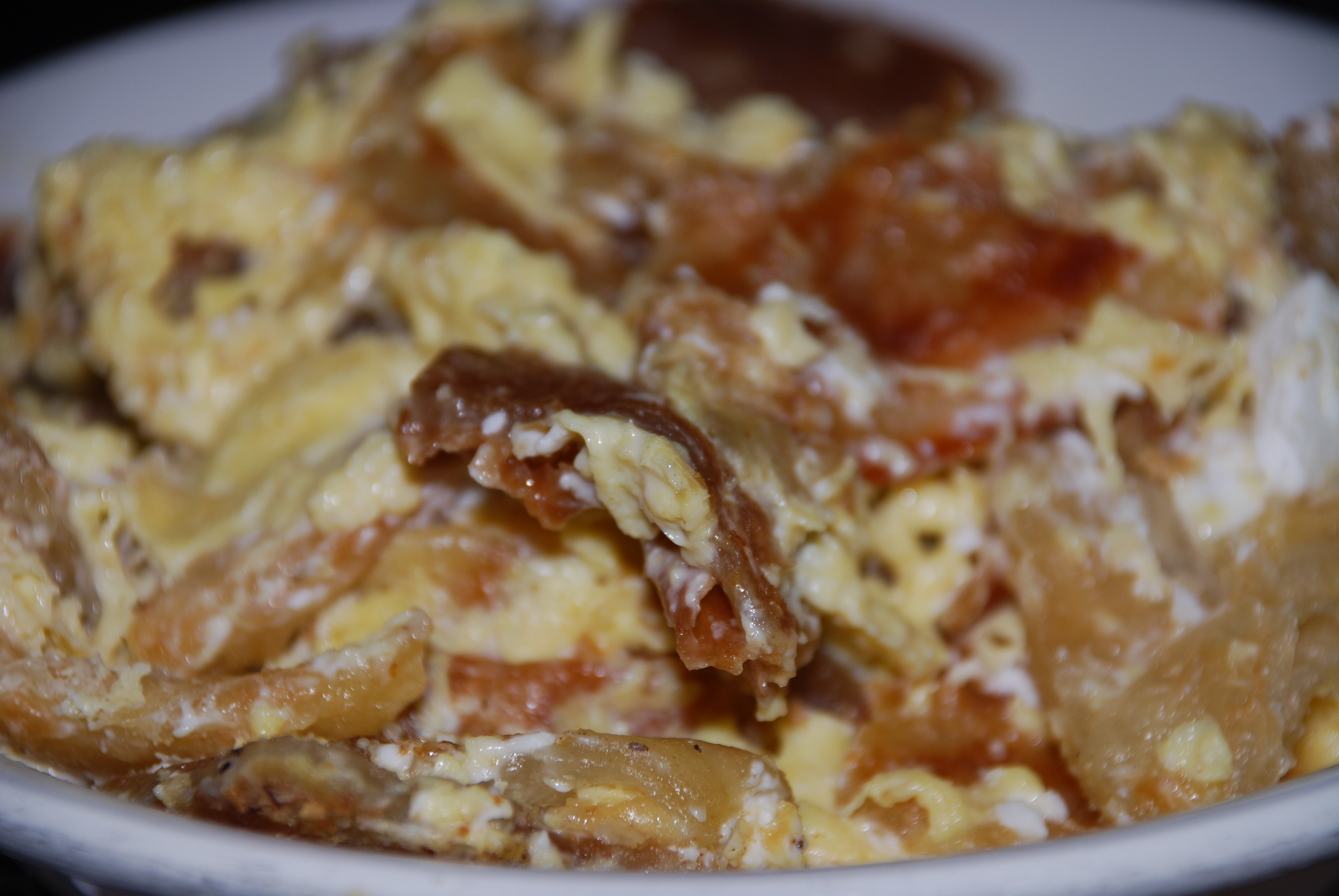
Una fatoot de pan frito con huevos

Los platos comunes en el desayuno incluyen: fattah, fatoot, ful medames, mutabbaq y shakshouka. 

### Almuerzos
A diferencia de la mayoría de los países, el almuerzo es la comida principal del día en Yemen, no la cena. La mayor cantidad de carne, aves y granos se consumen durante el almuerzo. Los platos comunes incluyen: aseed, fahsa, fattah, haneeth, harees, jachnun, kabsa, komroh, mandi, Samak Mofa, shafut, Shawiyah, thareed y Zurbiyan. 

#### Saltah
Aunque cada región tiene su propia variación, el saltah (سلتة) se considera el plato nacional. La base es un guiso de carne marrón llamado maraq (مرق), una cucharada de espuma de fenogreco (holba) y sahawiq (سحاوق) o sahowqa (una mezcla de chiles, tomates, ajo y hierbas molidas en una salsa). El arroz, papas, huevos revueltos y verduras son adiciones comunes. Las carnes utilizadas en la preparación de este plato son típicamente cordero o pollo. Se come tradicionalmente con pan plano yemení, que sirve como utensilio para recoger la comida. 

#### Aqdah
Aqdah (عقدة), que significa "nudo" en árabe, es un guiso hecho de atar y mezclar todos los ingredientes. Hay muchos tipos de ogda, y se puede hacer con pequeños trozos de cordero, pollo o pescado que se mezclan y cocinan junto con verduras, como tomates, zanahorias, papas, cebollas, calabacines, etc. 

## Variedades de pan yemení

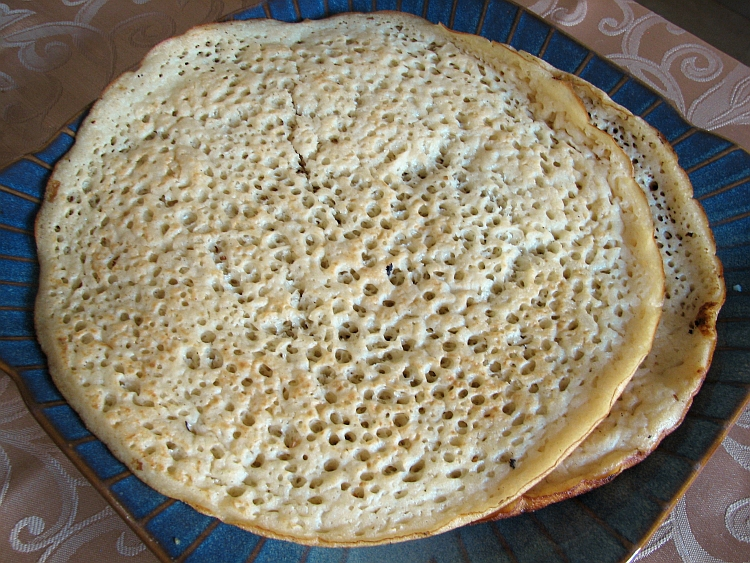
Lahuh

Los panes son una parte integral de la cocina yemení, la mayoría de los cuales se preparan con granos locales. Son comunes los panes planos sin levadura. Ṣalūf - un pan plano hecho de harina de trigo, es el pan más común. Se permite que la masa fermente con ḫamīrah ("levadura"), mientras que algunos rociaban la superficie de la masa con un lote preparado de fenogreco sin sazonar (ḥilba) antes de hornear. Casi siempre se horneaban en casa en un horno de barro llamado tannour (تنور) en el dialecto árabe. Tawa, Tameez, Luhuh (preparado a partir de sorgo ), Malooga, Kader, Kubane, Fateer, Kudam, Oshar, Khamir y Malawah .  también son panes populares consumidos en Yemen. Malooj, khubz y khamir son panes caseros populares. El pan pita y el roti (panecillos similares al pan francés ) también son comunes. 

## Especias
Una mezcla de especias conocida como hawaij se emplea en muchos platos yemeníes. Esta incluye anís, semillas de hinojo, jengibre y cardamomo. 
La gastronomía yemení a menudo se prepara caliente y picante con el uso de chiles, comino, semillas de cilantro, cúrcuma y otras especias. También se usan hierbas como fenogreco, menta y cilantro. La alholva se usa como uno de los ingredientes principales en la preparación de una pasta o salsa llamada holba (o hulba). Una especia popular en los panes (incluyendo kubane y sabayah) es el comino negro, que es también conocido por su nombre árabe habasoda (habbat como sowda).

## Postres y dulces
Bint Al-Sahn (abayah) es un dulce pastel de miel o pan de la cocina yemení. Se prepara a partir de una masa con harina blanca, huevos y levadura, que luego se sirve sumergida en una mezcla de miel y mantequilla. 
Otros postres comunes incluyen: fruta fresca ( mangos, plátanos, uvas, etc.), baklava, zalābiya, halwa, rawani y masoob, un postre a base de plátano hecho de plátanos demasiado maduros, pan molido, crema, queso, dátiles y miel. 
En Yemen, la miel se produce dentro del país y se considera un manjar. La producida localmente tiene una gran demanda, y también se considera como un símbolo de estatus en el país. 

## Bebidas
Shahi Haleeb (té con leche, servido después de qat), té negro (con cardamomo, clavo o menta), qishr (cáscaras de café), Qahwa (café), Karkade (una infusión de flores de hibisco secas), Naqe'e Al Zabib ( bebida fría con pasas de uva) y diba'a (néctar de calabaza) son ejemplos de bebidas yemeníes populares. Los jugos de mango y guayaba también son populares. 
Aunque el café y el té se consumen en todo Yemen, el café es la bebida preferida en Saná, mientras que el té negro es la bebida de elección en Adén y Hadramaut. El té se consume junto con el desayuno, después del almuerzo (ocasionalmente con dulces y pasteles) y junto con la cena. Los aromas populares incluyen clavo con cardamomo y menta. También se disfruta una bebida hecha de cáscaras de café, llamada qishr.
Las bebidas alcohólicas se consideran inadecuadas debido a razones culturales y religiosas, pero están disponibles en el país.